# Frank Olson
Frank Rudolph Olson (* 17. Juli 1910; † 28. November 1953 in New York City) war ein US-amerikanischer Wissenschaftler und CIA-Mitarbeiter. Kurz bevor er 1953 seinen Dienst quittieren wollte, starb er durch einen Sturz aus dem Fenster eines Hotels. Ob es sich dabei um Suizid oder um Mord handelte, ist bis heute umstritten.

## Leben
Olson studierte Biochemie an der University of Wisconsin–Madison, trat 1942 in die United States Army ein und kam ein Jahr später nach Fort Detrick im US-Bundesstaat Maryland, wo er zunächst im Bereich Schutzkleidung und Gasmasken, später im Bereich B-Waffen tätig war. Er trat 1949 in die neu gegründete Special Operations Division von Fort Detrick ein. Dort wurde er 1952 vorübergehend zu deren Leiter bestellt. 

## Tod
Am 28. November 1953 starb Olson nach einem Sturz aus einem Fenster im neunten Stock des Hotels Pennsylvania in Manhattan. 1975 fand die Kommission des Präsidenten der Vereinigten Staaten zur Untersuchung von CIA-Aktivitäten innerhalb der USA Dokumente, die bewiesen, dass Olson für MKULTRA gearbeitet hatte. In diesem Programm hatte die CIA Menschenversuche unter anderem mit LSD durchgeführt, um die Möglichkeiten einer Bewusstseinskontrolle zu erforschen. Olson war die Droge neun Tage vor seinem Tod ohne sein Wissen verabreicht worden. Als er extrem negativ darauf reagierte, ließ ihn Projektleiter Sidney Gottlieb statt zu einem Psychiater zu einem Allergologen bringen, der für die CIA arbeitete. Dieser konnte Olson nicht helfen.
Nachdem dies bekannt geworden war, gewährte die amerikanische Regierung der Familie 750.000 US-Dollar Schadensersatz. 1994 wurde Olsons Leiche exhumiert. Die Obduktion ergab Hinweise darauf, dass er die Blessuren vor dem Sturz durch das Fenster erlitten haben könnte. Als Olsons Söhne beim New Yorker Staatsanwalt 1996 eine Wiederaufnahme des Verfahrens beantragten, lehnte dieser ab, allerdings wurde die Todesursache in „unbekannt“ geändert. Eine Klage der Söhne im Jahre 2012 wurde mit Hinweis auf die von der Regierung gezahlte Entschädigung zurückgewiesen.
Olsons Tod ist Gegenstand verschiedener Verschwörungstheorien und Spekulationen, nach denen er ermordet worden sein soll, weil er mit seinem Insiderwissen ein Sicherheitsrisiko für die CIA dargestellt habe. Als Hintergründe werden MKULTRA, aber auch Olsons Arbeit an verbotenen biologischen Waffen und deren angeblicher Einsatz im Koreakrieg angeführt.